# Dalea glumacea
Dalea glumacea är en ärtväxtart som beskrevs av Rupert Charles Barneby. Dalea glumacea ingår i släktet Dalea, och familjen ärtväxter. Inga underarter finns listade i Catalogue of Life.